# Everyone I Love Is Dead
Everyone I Love Is Dead è un singolo del gruppo musicale statunitense Type O Negative, pubblicato nel 1999 come terzo estratto dal quinto album in studio World Coming Down.

## Tracce
1. Everyone I Love Is Dead (Edit) – 3:54
2. Everyone I Love Is Dead (Alternate Edit) – 4:39
3. Call Out Hook #1
4. Call Out Hook #2

## Formazione
- Peter Steele – voce, basso
- Josh Silver – tastiera, sintetizzatore, effetti, voce
- Kenny Hickey – chitarra, voce
- Johnny Kelly – batteria